# 1. Fußball- und Sportverein Mainz 05 2021-2022
Questa voce raccoglie le informazioni riguardanti il 1. Fußball- und Sportverein Mainz 05 nelle competizioni ufficiali della stagione 2021-2022.

## Stagione
Nella stagione 2021-2022 il Magonza, allenato da Bo Svensson, concluse il campionato di Bundesliga all'8º posto. In Coppa di Germania il Magonza fu eliminato agli ottavi di finale dal Bochum.

## Rosa
| N. |                          | Ruolo | Calciatore        |
| -- | ------------------------ | ----- | ----------------- |
| 1  | Germania (bandiera)      | P     | Finn Dahmen       |
| 3  | Spagna (bandiera)        | D     | Aarón Martín      |
| 4  | Paesi Bassi (bandiera)   | D     | Jerry St. Juste   |
| 5  | Paesi Bassi (bandiera)   | C     | Jean-Paul Boëtius |
| 6  | Germania (bandiera)      | C     | Anton Stach       |
| 7  | Corea del Sud (bandiera) | C     | Lee Jae-sung      |
| 8  | Lussemburgo (bandiera)   | C     | Leandro Barreiro  |
| 9  | Austria (bandiera)       | A     | Karim Onisiwo     |
| 11 | Danimarca (bandiera)     | A     | Marcus Ingvartsen |
| 16 | Germania (bandiera)      | D     | Stefan Bell       |
| 18 | Germania (bandiera)      | D     | Daniel Brosinski  |
| 19 | Francia (bandiera)       | D     | Moussa Niakhaté   |
| 22 | Austria (bandiera)       | C     | Kevin Stöger      |
| 23 | Angola (bandiera)        | D     | Anderson Lucoqui  |
| 24 | Germania (bandiera)      | C     | Merveille Papela  |
| 25 | Germania (bandiera)      | C     | Niklas Tauer      |

| N. |                        | Ruolo | Calciatore        |
| -- | ---------------------- | ----- | ----------------- |
| 26 | Germania (bandiera)    | A     | Paul Nebel        |
| 27 | Germania (bandiera)    | P     | Robin Zentner     |
| 29 | Germania (bandiera)    | A     | Jonathan Burkardt |
| 30 | Svizzera (bandiera)    | D     | Silvan Widmer     |
| 31 | Germania (bandiera)    | C     | Dominik Kohr      |
| 32 | Germania (bandiera)    | P     | Lasse Rieß        |
| 33 | Israele (bandiera)     | P     | Omer Hanin        |
| 34 | Austria (bandiera)     | D     | David Nemeth      |
| 35 | Germania (bandiera)    | C     | Stephan Fürstner  |
| 36 | Giappone (bandiera)    | A     | Kaito Mizuta      |
| 37 | Paesi Bassi (bandiera) | A     | Delano Burgzorg   |
| 38 | Germania (bandiera)    | A     | Ben Bobzien       |
| 41 | Germania (bandiera)    | C     | Eniss Shabani     |
| 42 | Germania (bandiera)    | D     | Alexander Hack    |
| 43 | Germania (bandiera)    | C     | Romario Rösch     |

## Maglie e divise
| Prima divisa | Seconda divisa | Terza divisa |

## Organigramma societario
Area tecnica
- Preparatori atletici:
- Allenatore in seconda: Patrick Kaniuth, Babak Keyhanfar
- Preparatore dei portieri: Stephan Kuhnert
- Analisi video: Vincent Lorenz, Tijan Njie, Maximilian Rose, Bernd Legien
- Allenatore: Bo Svensson

## Calciomercato

### Sessione estiva
| Acquisti         | Acquisti          | Acquisti               | Acquisti                   |
| R.               | Nome              | da                     | Modalità                   |
| ---------------- | ----------------- | ---------------------- | -------------------------- |
| C                | Anton Stach       | Greuther Fürth         | definitivo (3,5 milioni €) |
| D                | Silvan Widmer     | Basilea                | definitivo (2,5 milioni €) |
| A                | Marcus Ingvartsen | Union Berlino          | prestito (600 mila €)      |
| A                | Lee Jae-sung      | Holstein Kiel          | gratuito                   |
| D                | Anderson Lucoqui  | Arminia Bielefeld      | gratuito                   |
| Altre operazioni |                   |                        |                            |
| R.               | Nome              | da                     | Modalità                   |
| P                | Florian Müller    | Friburgo               | fine prestito              |
| D                | Aarón Martín      | Celta Vigo             | fine prestito              |
| A                | Ji Dong-won       | Eintracht Braunschweig | fine prestito              |
| A                | Issah Abass       | Twente                 | fine prestito              |
| D                | Jonathan Maier    | Dinamo Dresda          | fine prestito              |

| Cessioni         | Cessioni            | Cessioni              | Cessioni                   |
| R.               | Nome                | da                    | Modalità                   |
| ---------------- | ------------------- | --------------------- | -------------------------- |
| P                | Florian Müller      | Stoccarda             | definitivo (5 milioni €)   |
| C                | Pierre Kunde        | Olympiacos            | definitivo (1,8 milioni €) |
| D                | Luca Kilian         | Colonia               | prestito (250 mila €)      |
| A                | Robin Quaison       | Al-Ettifaq            | gratuito                   |
| C                | Levin Öztunalı      | Union Berlino         | gratuito                   |
| D                | Phillipp Mwene      | PSV                   | gratuito                   |
| C                | Danny Latza         | Schalke 04            | gratuito                   |
| C                | Ji Dong-won         | Seoul                 | n.d.                       |
| C                | Edimilson Fernandes | Arminia Bielefeld     | prestito                   |
| A                | Issah Abass         | Rijeka                | prestito                   |
| D                | Jonathan Maier      | Hansa Rostock         | prestito                   |
| A                | Marlon Mustapha     | Admira Wacker M.      | prestito                   |
| Altre operazioni |                     |                       |                            |
| R.               | Nome                | da                    | Modalità                   |
| D                | Danny da Costa      | Eintracht Francoforte | fine prestito              |
| A                | Robert Glatzel      | Cardiff City          | fine prestito              |

### Sessione invernale
| Acquisti         | Acquisti             | Acquisti          | Acquisti              |
| R.               | Nome                 | da                | Modalità              |
| ---------------- | -------------------- | ----------------- | --------------------- |
| A                | Delano Burgzorg      | Heracles Almelo   | prestito (300 mila €) |
| Altre operazioni |                      |                   |                       |
| R.               | Nome                 | da                | Modalità              |
| A                | Jean-Philippe Mateta | Crystal Palace    | fine prestito         |
| C                | Edimilson Fernandes  | Arminia Bielefeld | fine prestito         |

| Cessioni | Cessioni             | Cessioni       | Cessioni                  |
| R.       | Nome                 | da             | Modalità                  |
| -------- | -------------------- | -------------- | ------------------------- |
| A        | Jean-Philippe Mateta | Crystal Palace | definitivo (11 milioni €) |
| C        | Edimilson Fernandes  | Young Boys     | prestito                  |
| A        | Ádám Szalai          | Basilea        | gratuito                  |

## Risultati

### Bundesliga

#### Girone di andata
| Arbitro: | Siebert |

|              |           |  |
| Niakhaté 13’ | Marcatori |  |

| Arbitro: | Ittrich |

|                         |           |  |
| Holtmann 21’ Polter 56’ | Marcatori |  |

| Arbitro: | Reichel |

|                                   |           |  |
| Lucoqui 15’ Szalai 18’ Stöger 90’ | Marcatori |  |

| Arbitro: | Fritz |

|  |           |                             |
|  | Marcatori | 21’ Burkardt 77’ Ingvartsen |

| Magonza 18 settembre 2021, ore 15:30 CEST 5ª giornata | Magonza | 0 – 0 referto | Friburgo | Mewa Arena (13 500 spett.)\| Arbitro: \| Brand \| |
| Arbitro:                                              | Brand   |               |          |                                                   |

| Arbitro: | Dankert |

|           |           |  |
| Wirtz 62’ | Marcatori |  |

| Arbitro: | Stieler |

|                |           |                  |
| Ingvartsen 39’ | Marcatori | 70’, 73’ Awoniyi |

| Arbitro: | Schlager |

|                                 |           |              |
| Reus 3’ Haaland 54’ (rig.), 90’ | Marcatori | 87’ Burkardt |

| Arbitro: | Hartmann |

|                                        |           |            |
| Onisiwo 10’ Bell 15’ Burkardt 26’, 71’ | Marcatori | 69’ Zeqiri |

| Arbitro: | Dankert |

|             |           |                      |
| Laursen 42’ | Marcatori | 25’ Lee 69’ Burkardt |

| Arbitro: | Schröder |

|            |           |             |
| Widmer 76’ | Marcatori | 38’ Neuhaus |

| Arbitro: | Aytekin |

|              |           |           |
| Burkardt 41’ | Marcatori | 47’ Özcan |

| Arbitro: | Jöllenbeck |

|                  |           |          |
| Itō 21’ Sosa 51’ | Marcatori | 39’ Hack |

| Arbitro: | Badstübner |

|                                         |           |  |
| Burkardt 2’ Stach 4’ Lacroix 90’ (aut.) | Marcatori |  |

| Arbitro: | Cortus |

|                       |           |             |
| Coman 53’ Musiala 74’ | Marcatori | 22’ Onisiwo |

| Arbitro: | Osmers |

|                                         |           |  |
| Lee 19’ Hack 41’ Widmer 49’ Boëtius 79’ | Marcatori |  |

| Arbitro: | Brych |

|               |           |  |
| Lindstrøm 35’ | Marcatori |  |

#### Girone di ritorno
| Arbitro: | Aytekin |

|                                                 |           |         |
| Silva 21’ (rig.), 61’ Szoboszlai 47’ Nkunku 58’ | Marcatori | 57’ Lee |

| Arbitro: | Willenborg |

|           |           |  |
| Juste 48’ | Marcatori |  |

| Arbitro: | Schröder |

|                             |           |             |
| Dudziak 12’ Bell 66’ (aut.) | Marcatori | 90’ Onisiwo |

| Arbitro: | Dingert |

|                             |           |  |
| Lee 79’ Niakhaté 83’ (rig.) | Marcatori |  |

| Arbitro: | Aytekin |

|              |           |          |
| Petersen 69’ | Marcatori | 31’ Hack |

| Arbitro: | Cortus |

|                                       |           |                       |
| Martín 57’ Boëtius 84’ Ingvartsen 88’ | Marcatori | 35’ Schick 74’ Alario |

| Arbitro: | Dankert |

|                                     |           |              |
| Haraguchi 7’ Becker 56’ Awoniyi 75’ | Marcatori | 90’ Burgzorg |

| Arbitro: | Stegemann |

|  |           |            |
|  | Marcatori | 87’ Witsel |

| Arbitro: | Jöllenbeck |

|                                  |           |            |
| Gouweleeuw 11’ (rig.) Vargas 56’ | Marcatori | 54’ Widmer |

| Arbitro: | Zwayer |

|                                                                   |           |  |
| Burkardt 1’, 75’ (rig.) Niakhaté 65’ (rig.) Ingvartsen 79’ (rig.) | Marcatori |  |

| Arbitro: | Schlager |

|            |           |             |
| Embolo 33’ | Marcatori | 73’ Onisiwo |

| Arbitro: | Petersen |

|                                    |           |                          |
| Skhiri 60’ Ljubicic 78’ Kilian 82’ | Marcatori | 14’ Burkardt 55’ Onisiwo |

| Magonza 16 aprile 2022, ore 15:30 CEST 30ª giornata | Magonza    | 0 – 0 referto | Stoccarda | Mewa Arena (30 128 spett.)\| Arbitro: \| Badstübner \| |
| Arbitro:                                            | Badstübner |               |           |                                                        |

| Arbitro: | Osmers |

|                                         |           |  |
| Wind 8’, 42’ Kruse 24’ (rig.), 35’, 45’ | Marcatori |  |

| Arbitro: | Stegemann |

|                                        |           |                 |
| Burkardt 18’ Niakhaté 27’ Barreiro 57’ | Marcatori | 33’ Lewandowski |

| Arbitro: | Ittrich |

|                  |           |                     |
| Selke 45’ (rig.) | Marcatori | 25’ Widmer 81’ Bell |

| Arbitro: | Petersen |

|                     |           |                    |
| Ingvartsen 10’, 49’ | Marcatori | 26’ Tuta 35’ Borré |

### Coppa di Germania
| Arbitro: | Siewer |

|                                                                                   |                      |                                                               |
| Schnellbacher 73’, 110’                                                           | Marcatori            | 89’, 116’ Burkardt                                            |
| Schnellbacher Fellhauer Baumgärtel Dragon Conrad Laprévotte Müller von Piechowski | Tiri di rigore 7 – 8 | Niakhaté Stöger Boëtius Burkardt Brosinski Martín Juste Stach |

| Arbitro: | Stegemann |

|                                          |           |                     |
| Burkardt 53’ Onisiwo 59’ Ingvartsen 114’ | Marcatori | 2’ Okugawa 89’ Klos |

| Arbitro: | Brych |

|                                    |           |             |
| Pantović 56’ (rig.), 59’ Löwen 79’ | Marcatori | 36’ Onisiwo |

## Statistiche

### Statistiche di squadra
| Competizione      | Punti | In casa | In casa | In casa | In casa | In casa | In casa | In trasferta | In trasferta | In trasferta | In trasferta | In trasferta | In trasferta | Totale | Totale | Totale | Totale | Totale | Totale | DR |
| Competizione      | Punti | G       | V       | N       | P       | Gf      | Gs      | G            | V            | N            | P            | Gf           | Gs           | G      | V      | N      | P      | Gf     | Gs     | DR |
| ----------------- | ----- | ------- | ------- | ------- | ------- | ------- | ------- | ------------ | ------------ | ------------ | ------------ | ------------ | ------------ | ------ | ------ | ------ | ------ | ------ | ------ | -- |
| Bundesliga        | 46    | 17      | 10      | 5       | 2       | 33      | 11      | 17           | 3            | 2            | 12           | 17           | 34           | 34     | 13     | 7      | 14     | 50     | 45     | +5 |
| Coppa di Germania | -     | 1       | 1       | 0       | 0       | 3       | 2       | 2            | 0            | 1            | 1            | 3            | 5            | 3      | 1      | 1      | 1      | 6      | 7      | -1 |
| Totale            | 46    | 18      | 11      | 5       | 2       | 36      | 13      | 19           | 3            | 3            | 13           | 20           | 39           | 37     | 14     | 8      | 15     | 56     | 52     | +4 |

### Andamento in campionato
| Giornata  | 1 | 2  | 3 | 4 | 5 | 6 | 7 | 8  | 9 | 10 | 11 | 12 | 13 | 14 | 15 | 16 | 17 | 18 | 19 | 20 | 21 | 22 | 23 | 24 | 25 | 26 | 27 | 28 | 29 | 30 | 31 | 32 | 33 | 34 |
| --------- | - | -- | - | - | - | - | - | -- | - | -- | -- | -- | -- | -- | -- | -- | -- | -- | -- | -- | -- | -- | -- | -- | -- | -- | -- | -- | -- | -- | -- | -- | -- | -- |
| Luogo     | C | T  | C | T | C | T | C | T  | C | T  | C  | C  | T  | C  | T  | C  | T  | T  | C  | T  | C  | T  | C  | T  | C  | T  | C  | T  | T  | C  | T  | C  | T  | C  |
| Risultato | V | P  | V | V | N | P | P | P  | V | V  | N  | N  | P  | V  | P  | V  | P  | P  | V  | P  | V  | N  | V  | P  | P  | P  | V  | N  | P  | N  | P  | V  | V  | N  |
| Posizione | 5 | 11 | 7 | 4 | 5 | 6 | 9 | 11 | 7 | 5  | 7  | 8  | 9  | 7  | 8  | 6  | 9  | 10 | 10 | 10 | 10 | 9  | 8  | 9  | 9  | 10 | 10 | 10 | 10 | 9  | 10 | 9  | 9  | 8  |

Legenda:

Luogo: C = Casa; T = Trasferta. Risultato: V = Vittoria; N = Pareggio; P = Sconfitta.

### Statistiche dei giocatori
| Giocatore     | Bundesliga | Bundesliga | Bundesliga  | Bundesliga | Coppa di Germania | Coppa di Germania | Coppa di Germania | Coppa di Germania | Totale   | Totale | Totale      | Totale     |
| Giocatore     | Presenze   | Reti       | Ammonizioni | Espulsioni | Presenze          | Reti              | Ammonizioni       | Espulsioni        | Presenze | Reti   | Ammonizioni | Espulsioni |
| ------------- | ---------- | ---------- | ----------- | ---------- | ----------------- | ----------------- | ----------------- | ----------------- | -------- | ------ | ----------- | ---------- |
| L. Barreiro   | 31         | 1          | 3           | 0          | 3                 | 0                 | 1                 | 0                 | 34       | 1      | 4           | 0          |
| S. Bell       | 33         | 2          | 9           | 0          | 3                 | 0                 | 1                 | 0                 | 36       | 2      | 10          | 0          |
| B. Bobzien    | 0          | 0          | 0           | 0          | 0                 | 0                 | 0                 | 0                 | 0        | 0      | 0           | 0          |
| J. Boëtius    | 33         | 2          | 3           | 0          | 3                 | 0                 | 0                 | 0                 | 36       | 2      | 3           | 0          |
| D. Brosinski  | 11         | 0          | 0           | 0          | 1                 | 0                 | 0                 | 0                 | 12       | 0      | 0           | 0          |
| D. Burgzorg   | 3          | 1          | 0           | 0          | 0                 | 0                 | 0                 | 0                 | 3        | 1      | 0           | 0          |
| J. Burkardt   | 34         | 11         | 0           | 0          | 3                 | 3                 | 0                 | 0                 | 37       | 14     | 0           | 0          |
| F. Dahmen     | 2          | 0          | 0           | 0          | 0                 | 0                 | 0                 | 0                 | 2        | 0      | 0           | 0          |
| E. Fernandes  | 0          | 0          | 0           | 0          | 0                 | 0                 | 0                 | 0                 | 0        | 0      | 0           | 0          |
| S. Fürstner   | 1          | 0          | 0           | 0          | 0                 | 0                 | 0                 | 0                 | 1        | 0      | 0           | 0          |
| A. Hack       | 28         | 3          | 6           | 1          | 2                 | 0                 | 0                 | 0                 | 30       | 3      | 6           | 1          |
| O. Hanin      | 0          | 0          | 0           | 0          | 0                 | 0                 | 0                 | 0                 | 0        | 0      | 0           | 0          |
| M. Ingvartsen | 26         | 6          | 2           | 0          | 1                 | 1                 | 0                 | 0                 | 27       | 7      | 2           | 0          |
| J. Juste      | 8          | 1          | 0           | 0          | 1                 | 0                 | 0                 | 0                 | 9        | 1      | 0           | 0          |
| L. Kilian     | 1          | 0          | 0           | 0          | 0                 | 0                 | 0                 | 0                 | 1        | 0      | 0           | 0          |
| D. Kohr       | 22         | 0          | 6           | 2          | 2                 | 0                 | 1                 | 0                 | 24       | 0      | 7           | 2          |
| J. Lee        | 27         | 4          | 3           | 0          | 3                 | 0                 | 1                 | 0                 | 30       | 4      | 4           | 0          |
| A. Lucoqui    | 13         | 1          | 2           | 0          | 2                 | 0                 | 0                 | 0                 | 15       | 1      | 2           | 0          |
| A. Martín     | 28         | 1          | 7           | 0          | 3                 | 0                 | 1                 | 0                 | 31       | 1      | 8           | 0          |
| K. Mizuta     | 0          | 0          | 0           | 0          | 0                 | 0                 | 0                 | 0                 | 0        | 0      | 0           | 0          |
| P. Nebel      | 10         | 0          | 3           | 0          | 1                 | 0                 | 0                 | 0                 | 11       | 0      | 3           | 0          |
| D. Nemeth     | 6          | 0          | 0           | 0          | 1                 | 0                 | 0                 | 0                 | 7        | 0      | 0           | 0          |
| M. Niakhaté   | 30         | 4          | 1           | 0          | 3                 | 0                 | 1                 | 0                 | 33       | 4      | 2           | 0          |
| K. Onisiwo    | 31         | 5          | 0           | 0          | 2                 | 2                 | 0                 | 0                 | 33       | 7      | 0           | 0          |
| M. Papela     | 5          | 0          | 0           | 0          | 1                 | 0                 | 0                 | 0                 | 6        | 0      | 0           | 0          |
| L. Rieß       | 0          | 0          | 0           | 0          | 0                 | 0                 | 0                 | 0                 | 0        | 0      | 0           | 0          |
| T. Rupil      | 0          | 0          | 0           | 0          | 0                 | 0                 | 0                 | 0                 | 0        | 0      | 0           | 0          |
| R. Rösch      | 1          | 0          | 0           | 0          | 0                 | 0                 | 0                 | 0                 | 1        | 0      | 0           | 0          |
| E. Shabani    | 0          | 0          | 0           | 0          | 0                 | 0                 | 0                 | 0                 | 0        | 0      | 0           | 0          |
| A. Stach      | 29         | 1          | 6           | 0          | 3                 | 0                 | 1                 | 0                 | 32       | 1      | 7           | 0          |
| K. Stöger     | 23         | 1          | 3           | 0          | 2                 | 0                 | 0                 | 0                 | 25       | 1      | 3           | 0          |
| Á. Szalai     | 12         | 1          | 1           | 0          | 2                 | 0                 | 0                 | 0                 | 14       | 1      | 1           | 0          |
| N. Tauer      | 11         | 0          | 1           | 1          | 0                 | 0                 | 0                 | 0                 | 11       | 0      | 1           | 1          |
| S. Widmer     | 33         | 4          | 1           | 0          | 3                 | 0                 | 0                 | 0                 | 36       | 4      | 1           | 0          |
| R. Zentner    | 32         | 0          | 1           | 0          | 3                 | 0                 | 0                 | 0                 | 35       | 0      | 1           | 0          |